# Raïon de Ter
Le raïon de Ter (en russe : Терский район, Terski raïon), qui doit son nom aux Lapons de Ter, est une subdivision de l'oblast de Mourmansk, en Russie. Son centre administratif est la commune urbaine d'Oumba.

## Géographie
Le raïon de Ter couvre 19 300 km2 au sud de l'oblast de Mourmansk et de la péninsule de Kola. Il est limitrophe du raïon de Lovozero à l'est et au nord, du raïon de Kandalakcha à l'ouest, du raïon de Kirovsk et du raïon d'Apatity au nord-ouest et de la mer Blanche au sud.

## Histoire
Oumba est la localité la plus anciennement peuplée de la région. Les villages de la côteÉ de Ter ont été fondés par les Pomors.

## Population
La population, en baisse, de ce raïon s'élevait à 5 849 habitants en 2013. En 2010, elle était de 6 288 habitants avec 47,4 % d'hommes et 52,6 % de femmes. La localité la plus peuplée est la localité urbaine d'Oumba avec 5 170 habitants en 2013.

## Subdivisions territoriales

### Municipalités
| N° | Municipalité                    | Centre administratif | Nombre de localités | Population 2023 |
| -- | ------------------------------- | -------------------- | ------------------- | --------------- |
| 1  | Établissement urbain d'Oumba    | Oumba                | 4                   | 4053            |
| 2  | Établissement rural de Varzouga | Varzouga             | 8                   | 566             |

### Localités
Le raïon de Kandalakcha comptait au 5 juillet 2021 12 localités.
| Liste des localités | Liste des localités   | Liste des localités | Liste des localités | Liste des localités | Liste des localités             |
| N°                  | Localité              | Statut              | Population 2010     | Population 2021     | Municipalité                    |
| ------------------- | --------------------- | ------------------- | ------------------- | ------------------- | ------------------------------- |
| 1                   | Varzouga              | village             | 363                 |                     | Établissement rural de Varzouga |
| 2                   | Vostochnoïe Mounozero | localité            | 0                   |                     | Établissement urbain d'Oumba    |
| 3                   | Indel                 | localité            | 0                   |                     | Établissement urbain d'Oumba    |
| 4                   | Kachkarantsy          | village             | 79                  |                     | Établissement rural de Varzouga |
| 5                   | Kouzomen              | village             | 84                  |                     | Établissement rural de Varzouga |
| 6                   | Maïak Nikodimski      | localité            | 3                   |                     | Établissement rural de Varzouga |
| 7                   | Olenitsa              | commune urbaine     | 27                  |                     | Établissement urbain d'Oumba    |
| 8                   | Pialitsa              | village             | 14                  |                     | Établissement rural de Varzouga |
| 9                   | Tetrino               | village             | 18                  |                     | Établissement rural de Varzouga |
| 10                  | Oumba                 | commune urbaine     | 5 396               | 4121                | Établissement urbain d'Oumba    |
| 11                  | Tchavanga             | village             | 87                  |                     | Établissement rural de Varzouga |
| 12                  | Tchapoma              | village             | 81                  |                     | Établissement rural de Varzouga |

## Tourisme
La région accueille plus de trois mille touristes étrangers par an, surtout à la belle saison pour la pêche sportive au saumon atlantique, ainsi que plusieurs milliers de touristes russes. Plusieurs édifices religieux en bois parmi lesquels l'Église de la Dormition de Varzouga sont également des points d'attraction dans cette région.